# Relaciones México-Nigeria
Las naciones de México y Nigeria establecieron relaciones diplomáticas en 1976 y son dos naciones de potencia regional en América Latina y en África, respectivamente. Ambas naciones son miembros del Grupo de los 15, G24 y de las Naciones Unidas.

## Historia
Ambas naciones establecieron relaciones diplomáticas el 14 de abril de 1976. Tres meses después de establecer relaciones diplomáticas, México abrió una embajada en Lagos, sin embargo, la embajada fue cerrada en 1979 debido a cuestiones presupuestarias. En 1981, Nigeria abrió una embajada en la Ciudad de México y luego cerró su misión diplomática dos años más tarde en 1983. Nigeria reabrió su embajada en México en 2000 y México siguió el ejemplo abriendo una embajada en Abuya (la nueva capital de Nigeria desde 1991) en 2008.
En 1981, el presidente nigeriano Shehu Shagari asistió a la Cumbre Norte-Sur en Cancún junto con su homólogo, el presidente mexicano José López Portillo y líderes de otras naciones. Desde el año 2000, las relaciones bilaterales y las reuniones de alto nivel entre ambas naciones han aumentado constantemente. En marzo de 2002, el presidente nigeriano Olusegun Obasanjo realizó su primera visita a México para asistir al Consenso de Monterrey que se celebró en la ciudad mexicana de Monterrey. En septiembre de 2002, el presidente Vicente Fox se convirtió en el primer jefe de Estado mexicano en efectuar una visita oficial a Nigeria. En septiembre de 2005, el presidente nigeriano, Olusegun Obasanjo, volvió con una segunda visita oficial a México.
En marzo de 2013, la subsecretaria de Relaciones Exteriores, Lourdes Aranda Bezaury, visitó Nigeria y se reunió con el presidente Goodluck Jonathan. En 2014, Jim O’Neill, conocido por acuñar el término BRICS en 2001, acuñó el término MINT (México, Indonesia, Nigeria y Turquía) un acrónimo que se refiere a un grupo de países con potencial para lograr un rápido crecimiento económico. Ese mismo año, la embajada de México en Nigeria inauguró la Cámara de Comercio e Industria Nigeriano-Mexicana (NMCCI) para promover los negocios entre ambos países.
En febrero de 2020, la aduana mexicana confiscó una antigua escultura Yoruba de bronce y la devolvió a Nigeria. Posteriormente, la escultura fue declarada falsa según el curador del Museo Real de África Central en Tervuren, Bélgica.
En 2024, ambas naciones celebraron 48 años de relaciones diplomáticas.

## Visitas de alto nivel

El presidente nigeriano Shehu Shagari asistiendo a la Cumbre Norte-Sur en Cancún junto con su homólogo mexicano, José López Portillo; 1981.

Visitas de alto nivel de México a Nigeria
- Presidente Vicente Fox (2002)
- Enviado Especial Roberto Zapata Barradas (2013)
- Subsecretaria de Relaciones Exteriores Lourdes Aranda Bezaury (2013)
- Director general de ProMéxico Francisco González Díaz (2016, 2018)
- Director general para África y Medio Oriente Jorge Álvarez Fuentes (2018)

Visitas de alto nivel de Nigeria a México
- Presidente Shehu Shagari (1981)
- Presidente Olusegun Obasanjo (2002 y 2005)
- Subministro de Finanzas Yerima Lawan Ngama (2013)
- Ministra de Finanzas Ngozi Okonjo-Iweala (2014)

## Acuerdos bilaterales
Ambas naciones han firmado varios acuerdos bilaterales, como un Acuerdo para la Cooperación Educativa y Cultural (1999); Acuerdo para establecer consultas sobre intereses mutuos (2012); Memorándum de Entendimiento entre ProMéxico y el Consejo para la Promoción de las Exportaciones de Nigeria (NEPC) (2015); Memorándum de Entendimiento entre Bancomext y el Banco Nigeriano de Exportaciones e Importaciones (NEXIM) (2015); y un Memorando de Entendimiento entre la Comisión Nacional de Universidades de Nigeria y la Asociación Nacional de Universidades e Instituciones de Educación Superior de México (2016).

## Relaciones comerciales
En 2023, el comercio entre México y Nigeria ascendió a $121.6 millones de dólares. Las principales exportaciones de México a Nigeria incluyen: automóviles y otros vehículos, alcohol, trigo y morcajo, pescado, medicinas, teléfonos y móviles, tubos y tuberías. Las principales exportaciones de Nigeria a México incluyen: plantas, semillas, frutos, nitrogenados minerales o químicos; pasta de cacao y alambres, y cables eléctricos. Empresas multinacionales mexicanas como Cemex y Grupo Bimbo operan en Nigeria. En enero de 2020, la startup nigeriana de pagos móviles Paga anunció el lanzamiento de sus operaciones en México y América Latina.

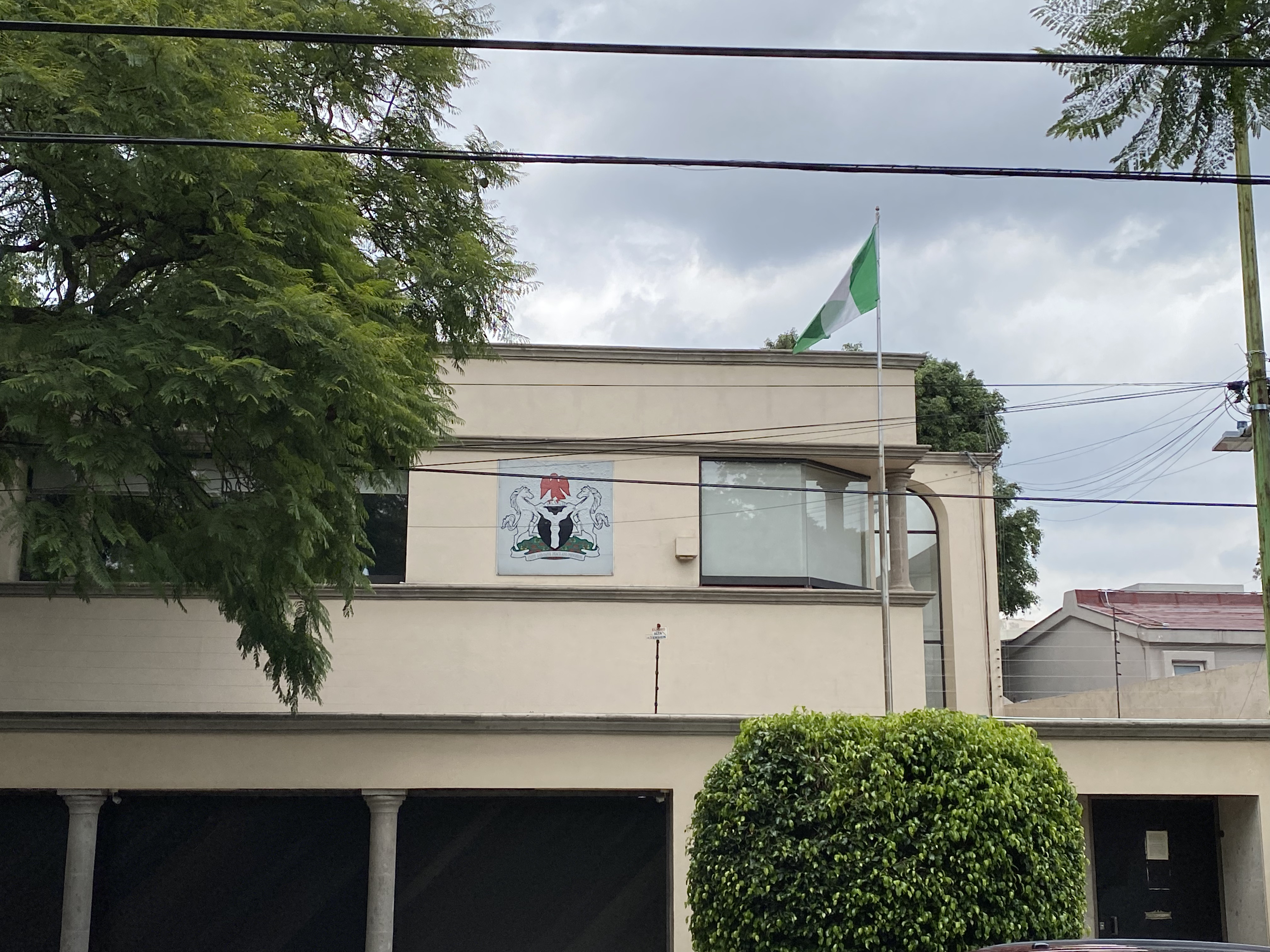
Embajada de Nigeria en la Ciudad de México

## Misiones diplomáticas residentes
- México tiene una embajada en Abuya.[14]
- Nigeria tiene una embajada en la Ciudad de México.[15]